# Litania do św. Józefa
Litania do św. Józefa – litania katolicka na cześć św. Józefa.
Pierwsze litanie do św. Józefa powstały w XVI wieku. Polskie wersje tej modlitwy pochodzą z XVII wieku. Litania do św. Józefa została zatwierdzona przez papieża Piusa X.
W Roku Św. Józefa trwającym w Kościele katolickim od 8 grudnia 2020 do 8 grudnia 2021 roku, można było uzyskać odpust zupełny pod zwykłymi warunkami za odmówienie Litanii do św. Józefa „w intencji Kościoła prześladowanego od wewnątrz i od zewnątrz oraz w intencji ulżenia wszystkim chrześcijanom, którzy cierpią prześladowania wszelkiego rodzaju”.
1 maja 2021 Stolica Apostolska ogłosiła siedem nowych wezwań w Litanii do św. Józefa: Custos Redemptoris, Servus Christi, Minister salutis, Fulcimen in difficultatibus, Patronus exsulum, Patronus afflictorum, Patronus pauperum. 12 czerwca 2021 Konferencja Episkopatu Polski zatwierdziła brzmienie wezwań w języku polskim: Opiekun Odkupiciela, Sługa Chrystusa, Sługa zbawienia, Podpora w trudnościach, Patron wygnańców, Patron cierpiących, Patron ubogich.